# Matthew McNulty
Matthew McNulty, all'anagrafe Michael Anthony McNulty (Hannover, 14 dicembre 1982), è un attore britannico.

## Biografia
Debutta nel 2001 nella soap opera britannica Emmerdale Farm e partecipa a numerose altre serie televisive come Shameless, Doctors, Holby City e Law & Order: UK. Nel 2010 entra nel cast di Misfits nel ruolo di Seth.
Sul grande schermo recita nel 2008 nel film Little Ashes, film incentrato sull'amicizia tra Salvador Dalí e Federico García Lorca, nel ruolo di Luis Buñuel e l'anno successivo appare nel film diretto da Ken Loach Il mio amico Eric.

## Filmografia

### Cinema
- Love + Hate, regia di Dominic Savage (2005)
- The Mark of Cain, regia di Marc Munden (2007)
- Control, regia di Anton Corbijn (2007)
- Kis Vuk, regia di György Gát e János Uzsák (2008) - voce
- Little Ashes, regia di Paul Morrison (2008)
- Il mio amico Eric (Looking for Eric), regia di Ken Loach (2009)
- Messengers 2 - L'inizio della fine (Messengers 2: The Scarecrow), regia di Martin Barnewitz (2009)
- The Arbor, regia di Clio Barnard - documentario (2010)
- Toast, regia di S.J. Clarkson (2010)
- The Knot, regia di Jesse Lawrence (2012)

### Televisione
- Emmerdale Farm – serie TV, puntata 1x2822 (2001)
- Un angelo per May (An Angel for May), regia di Harley Cokeliss - film TV (2002)
- Birthday Girl, regia di Morag Fullarton - film TV (2002)
- Sweet Medicine – serie TV, episodio 1x07 (2003)
- Outlaws – serie TV, episodio 1x12 (2004)
- Shameless – serie TV, episodio 3x02 (2006)
- See No Evil: The Moors Murders, regia di Christopher Menaul - film TV (2006)
- Doctors – serie TV, episodio 8x23 (2006)
- Holby City – serie TV, episodi 9x20-9x21 (2007)
- True Dare Kiss – serie TV, episodi 1x02-1x04 (2007)
- The Royal – serie TV, episodi 6x05-6x06-6x10 (2007)
- Honest – serie TV, 6 episodi (2008)
- The Shooting of Thomas Hurndall, regia di Rowan Joffe - film TV (2008)
- Unforgiven – serie TV, episodi 1x01-1x02-1x03 (2009)
- L'ispettore Gently (Inspector George Gently) – serie TV, episodio 2x01 (2009)
- Cranford – miniserie TV, episodi 2x01-2x02 (2009)
- Five Days – serie TV, 5 episodi 2010)
- Lark Rise to Candleford – serie TV, 5 episodi (2009-2010)
- Law & Order: UK – serie TV, episodio 4x01 (2010)
- Garrow's Law – serie TV, episodio 2x02 (2010)
- Single-Handed – serie TV, 6 episodi (2010)
- Five Days – serie TV, 5 episodi (2010)
- Silent Witness – serie TV, episodi 14x09-14x10 (2011)
- The Syndicate – serie TV, 5 episodi (2012)
- Silk – serie TV, episodio 2x02 (2012)
- Misfits – serie TV, 11 episodi (2010-2012)
- The Paradise – serie TV, 16 episodi (2012-2013)
- Jamaica Inn - serie TV, 3 episodi (2014)
- The Musketeers – serie TV, 10 episodi (2016)
- Versailles – serie TV, 9 episodi (2018)
- The Terror – serie TV, 9 episodi (2018)
- Doctor Who – serie TV, episodio 12x7 (2020)
- Domina – serie TV, 14 episodi (2021-2023)
- The Rising - Caccia al mio assassino (The Rising) – serie TV, 8 episodi (2022)

## Doppiatori italiani
Nelle versioni in italiano delle opere in cui ha recitato, Matthew McNulty è stato doppiato da:
- Roberto Gammino in Messengers 2 - L'inizio della fine
- Marco Vivio in Five Days
- Gabriele Lopez in The Paradise
- Riccardo Niseem Onorato in Misfits
- Francesco Bulckaen in The Musketeers
- Gianfranco Miranda in Versailles
- Ivan Andreani in The Terror
- Edoardo Stoppacciaro in Domina
- Alessio Cigliano in The Rising - Caccia al mio assassino

## Riconoscimenti
- 2008 – Monte-Carlo TV Festival
  - Candidatura al miglior attore per The Mark of Cain